# Raymond Harrison
Raymond Harrison (n. 4 august 1929, Greater London, Anglia, Regatul Unit – d. 2000) a fost un scrimer ce a reprezentat Regatul Unit al Marii Britanii și al Irlandei de Nord, medaliat olimpic. A participat la 2 ediții ale Jocurilor Olimpice (1952, 1960) în care a câștigat o medalie de argint.